# Microsoft FrontPage
Microsoft FrontPage (plným jménem Microsoft Office FrontPage) je již nevyvíjený WYSIWYG HTML editor a nástroj na správu webu z kancelářského balíku Microsoft Office od společnosti Microsoft. Součástí balíku byl v letech 1997 až 2006. V prosinci 2006 byl nahrazen nástrojem Microsoft Expression Web.

## Historie verzí
| Rok vydání | Verze                       |
| ---------- | --------------------------- |
|            | FrontPage 1.0               |
| 1995       | FrontPage 1.1               |
| 1997       | FrontPage Express 2.0       |
| 1998       | FrontPage for Macintosh 1.0 |
| 1998       | FrontPage 98                |
| 1999       | FrontPage 2000              |
| 2001       | FrontPage 2002              |
| 2003       | FrontPage 2003              |